# Вогнівка самшитова
Вогнівка самшитова (Cydalima perspectalis) — вид метеликів родини вогнівок-трав'янок (Crambidae). Вперше описаний Френсісом Вокером, англійським ентомологом в 1859 році. Небезпечний шкідник різних видів самшиту. Батьківщиною є країни Азії; Походить із Японії, Китаю, Тайваню, Кореї, Далекого Сходу Росії та Індії, інвазійний вид в Європі, у тому числі в Україні.
Саме під час підготовки до Зимових Олімпійських ігор 2014 року в 2012 році він був завезений з Італії в Сочі, європейській частині Росії, з посадковим матеріалом Buxus sempervirens. Наступного року він знищив листя Buxus colchica у великих кількостях.
Було зареєстровано в Онтаріо, Канада, у серпні 2018 року та на сході США у травні 2021 року.

## Опис

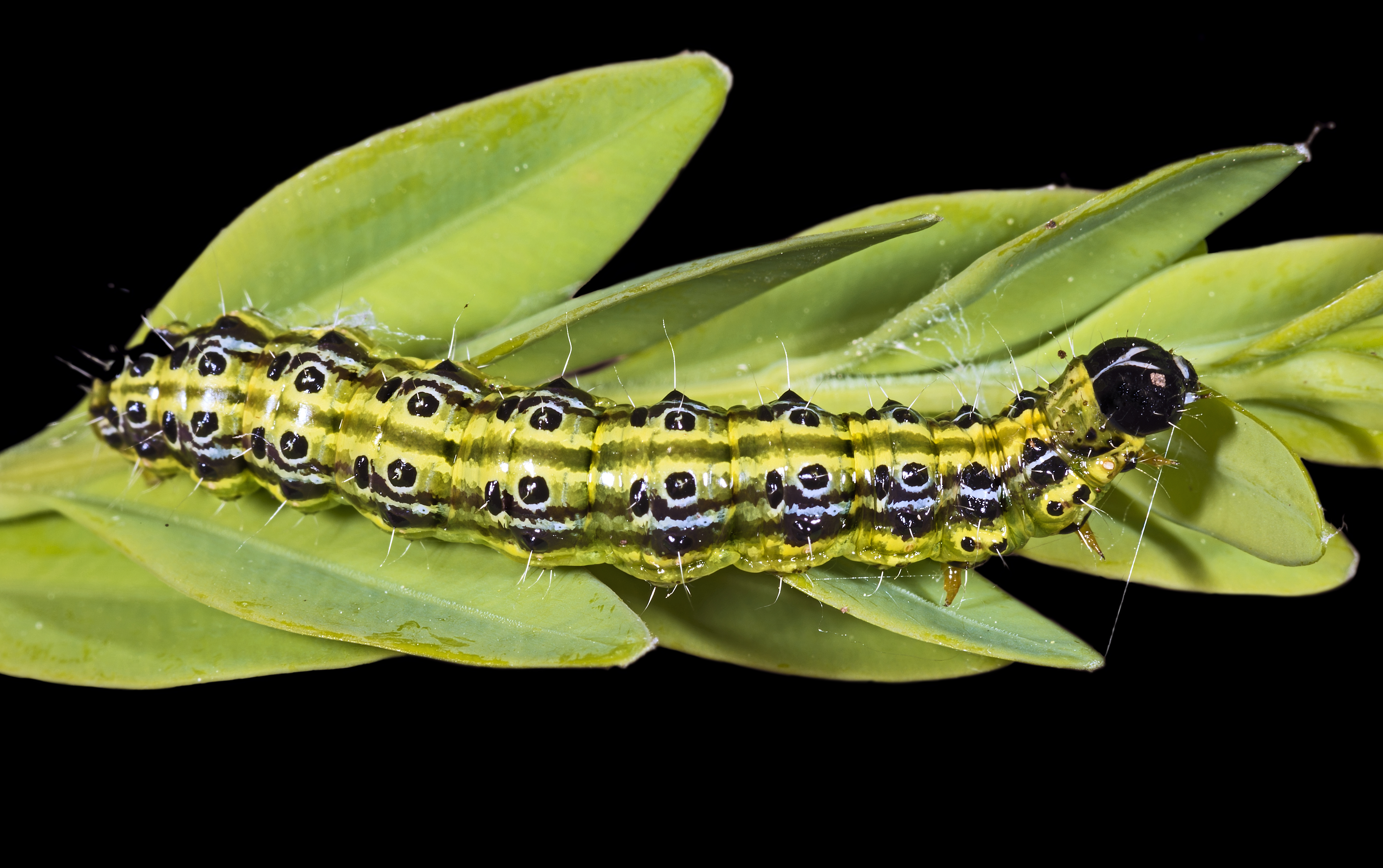
Гусінь

Дорослий метелик досить великого розміру — розмах крил до 45 мм. Крила широкі закруглені, складаються з безлічі поздовжніх вузьких сегментів на зразок віяла, світло-блакитні, з коричневою окантовкою по краю, низ обрамлений бахромою з коротких тонких волосків. У спокійному стані крила складені «будиночком».
Гусениці народжуються жовтувато-зеленого кольору. Довжина молодої личинки — 1-2 мм. Голова велика і чорна. У міру дорослішання колір личинки змінюється на більш темний, а з боків утворюються чорні і білі лінії. На кожному боці по 1-й товстій чорній лінії та по декілька тонких білих ліній. Також на тілі гусениці з'являються темні опуклі крапки. Розвиток личинок за чотири тижні досягає максимум 35–40 мм. На початку німфозу спостерігається деяке зморщування, лялечки довжиною 25-30 мм, спочатку зелені з поздовжніми лініями буріння, потім все більше буріють. Розмах крил дорослої особини 40–45 мм. Спостерігаються два варіанти, найпоширеніший здебільшого білий, а інший – здебільшого світло-коричневий.

## Поширення
Батьківщина цього метелика — країни Східної Азії — Японія, Китай, Тайвань, Корея, Індія, а також Далекий Схід Російської Федерації. Інвазійний в Європі. У 2006 році вперше самшитову вогнівку виявили в Німеччині; у 2007 році — у Швейцарії та Нідерландах, у 2008 — у Великій Британії, у 2009 — у Франції та Австрії, у 2011 — в Угорщині. Далі вид поширився іншими країнами Європи.
За даними українського ентомолога Володимира Крамарця, вперше в Україні самшитову вогнівку було виявлено у 2014 році на Закарпатті біля Мукачева, куди вона потрапила зі Словаччини. У Львові явні пошкодження кущів самшиту з'явилися 2019 року. У 2020 році шкідник масово поширився по Львову та районах області, де він раніше не траплявся. Також небезпечного метелика виявлено в інших регіонах України — у Києві, Харкові, на півдні України..

## Цикл розвитку

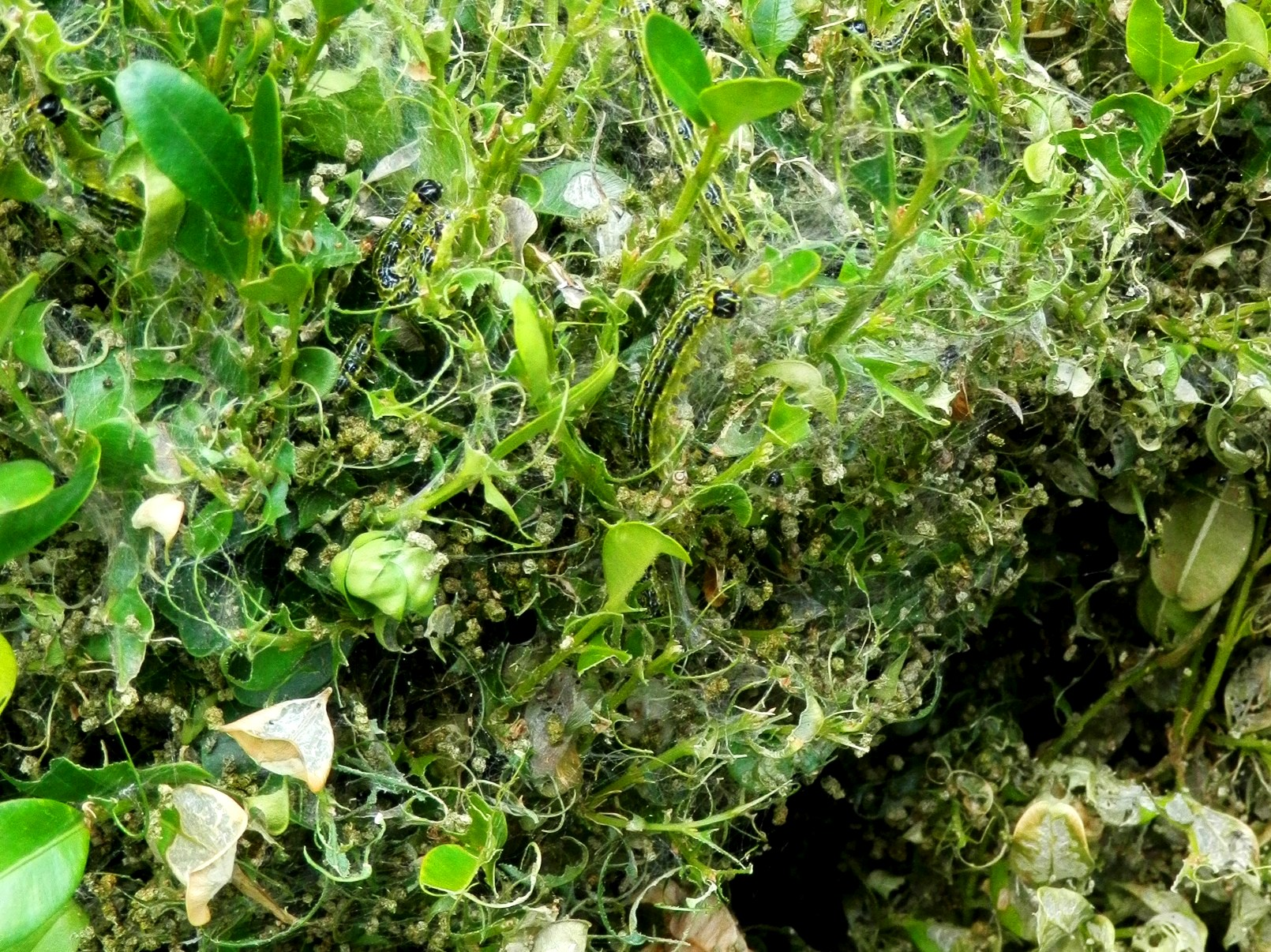
Самшит, поїдений гусінню вогнівки

Зимують переважно гусениці ІІ-ІІІ віку в щільних білих павутинних коконах між листям. Навесні вони додатково споживають їжу і заляльковуються. Через 10–15 днів з лялечок вилітають метелики. Після спарювання самки відкладають на молоді листочки самшиту невеликими купками яйця, з яких невдовзі відроджуються гусениці. Їх розвиток триває приблизно 3-4 тижні.
Має 2-3 генерації протягом одного сезону, а в умовах Південної Європи — чотири.
Гусениці, які народилися, спочатку виїдають нижню частину листка самшиту, залишаючи непошкоджений верхній епідерміс. Пізніше гусениці обгризають листки повністю, залишаючи центральну жилку та, інколи, зовнішні краї листка. Пошкоджені гілки обплітають шовковими нитками, на яких можна помітити екскременти, шкурки личинок та пусті чорні капсули від голів, які залишаються після линяння. Вид зимує як юнацька личинка в коконі (приблизно 5–10 мм завдовжки), захищена в сплячці, яка складається з двох листків Buxus, міцно з’єднаних шовком.

## Рослина-господар

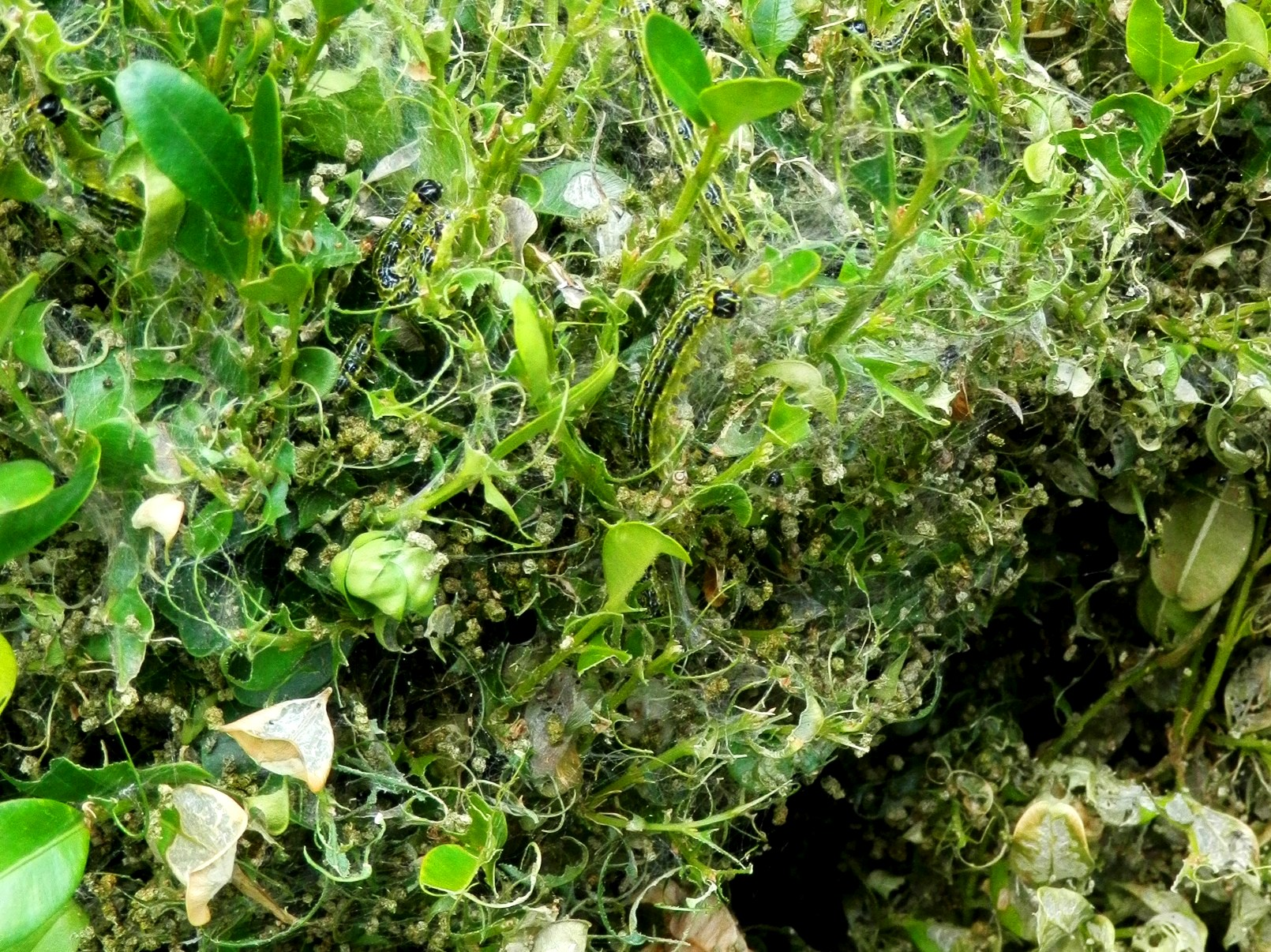
Пошкодження від живлення личинок - залишається лише контур листя та фраси

Личинки живляться листям і пагонами Buxus. Молоді личинки поїдають лише верхню частину листка, залишаючи найтвердішу внутрішню структуру. Листя не знищено повністю, але ніби як «злущене» у невеликих паралельних лініях, або майже повністю. Ці очищені листя з часом гинуть. Найбільшої шкоди завдають старі личинки: вони масово і повністю об'їдають листя, але іноді залишають тонку частину по контуру і в центрі листа. Зелений кулястий фрас зазвичай можна побачити на рослинах-господарях.

## Природні вороги та боротьба
У районах первісного поширення вогнівки (Азія) відбувається природне регулювання чисельності та шкодочинної дії комах не відмічається. У той же час в Європі шкодочинність самшитової вогнівки дуже відчутна. Гусінь вогнівки розвивається переважно на самшиті, але за відсутності необхідної кормової бази, крім самшиту може пошкоджувати також модрину колхидську, лавровишню, клен, ясен, мушмулу японську, а на батьківщині, в Східній Азії також живе, поїдає і шкодить на бруслині (японській та крилатій) і на падубі пурпуровому. Самшит має у листках алкалоїди, які є отруйними для багатьох комах. Самшитова вогнівка з'їдає ці листки та нагромаджує в собі алкалоїди, тому її гусениці не люблять птахи.. Існують дані про хижацтво азійських ос Vespa velutina на вогнівок. Для регуляції чисельності шкідника може застосовуватись механічний метод боротьби, проте більш ефективний — застосування пестицидів.